# ポーランドの国章
ポーランドの国章（ポーランドのこくしょう）は、赤色の盾の背景に、王冠をかぶった白い鷲で表される。

## ギャラリー
ポーランド分割以前に使用された国章

ポーランド王国の国章
ポーランド王国の国章
ジグムント3世個人の紋章
ポーランド・リトアニア共和国の紋章 ポーランドの国章である白い鷲と、リトアニアの国章である馬に乗った騎士が描かれている

亡国時代に使用された国章

ワルシャワ公国の大紋章
ワルシャワ公国の小紋章
ポーランド立憲王国紋章
1815年~1832年のポーランド立憲王国の小紋章
11月蜂起時に制定された国章
1月蜂起時に制定された国章
ポーランド摂政王国の国章
ロシア帝国の小紋章の中に描かれたポーランド国章（左中）
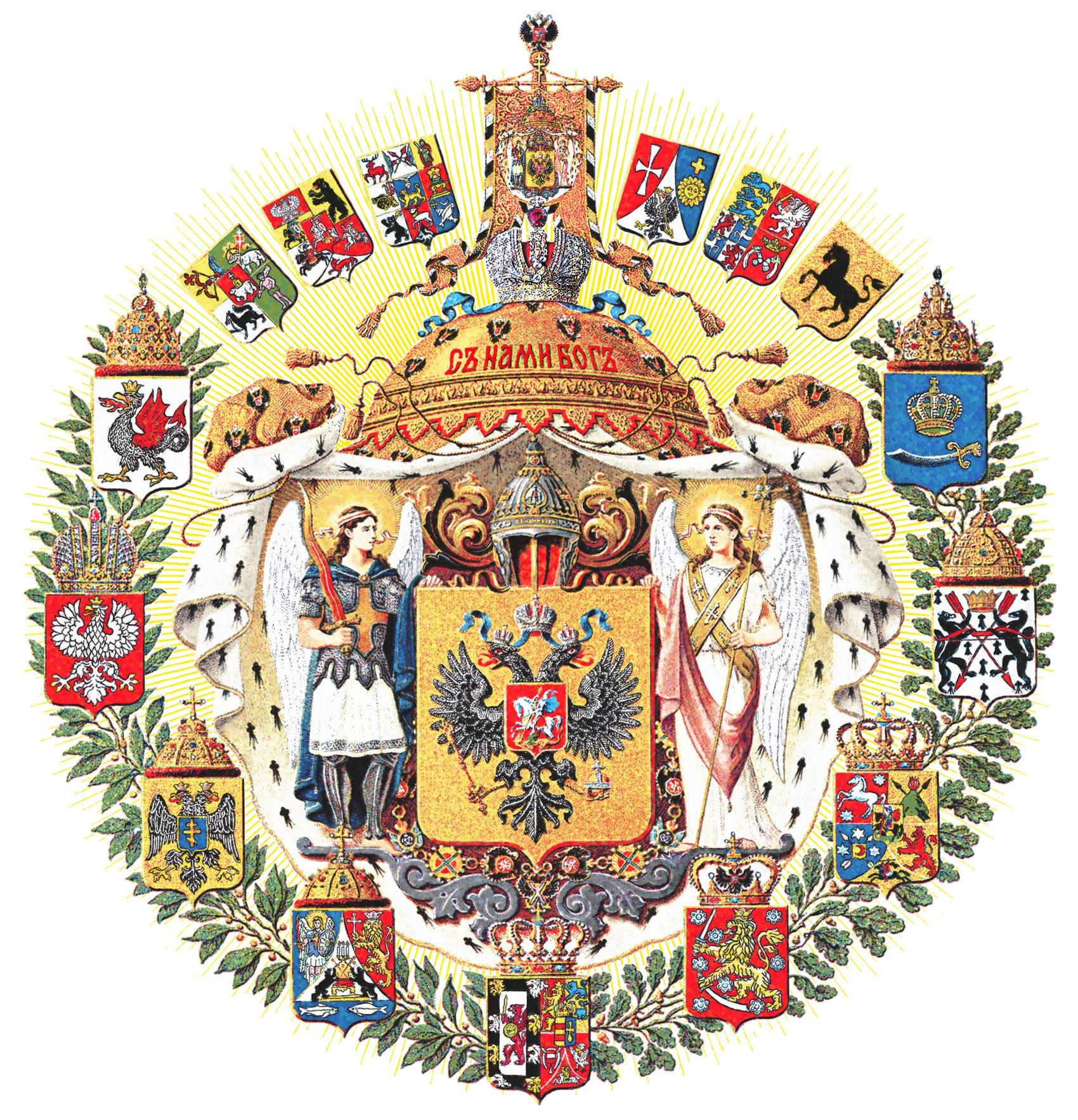
ロシア帝国の紋章一覧の中にポーランド国章を見ることが出来る（左中）

ポーランド第二共和国時代の国章

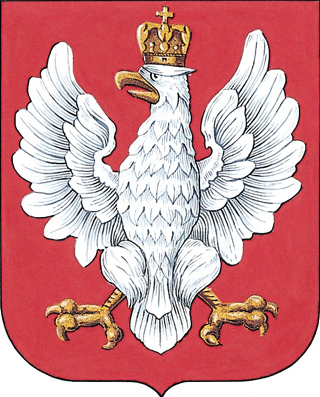
1919年~1927年の国章
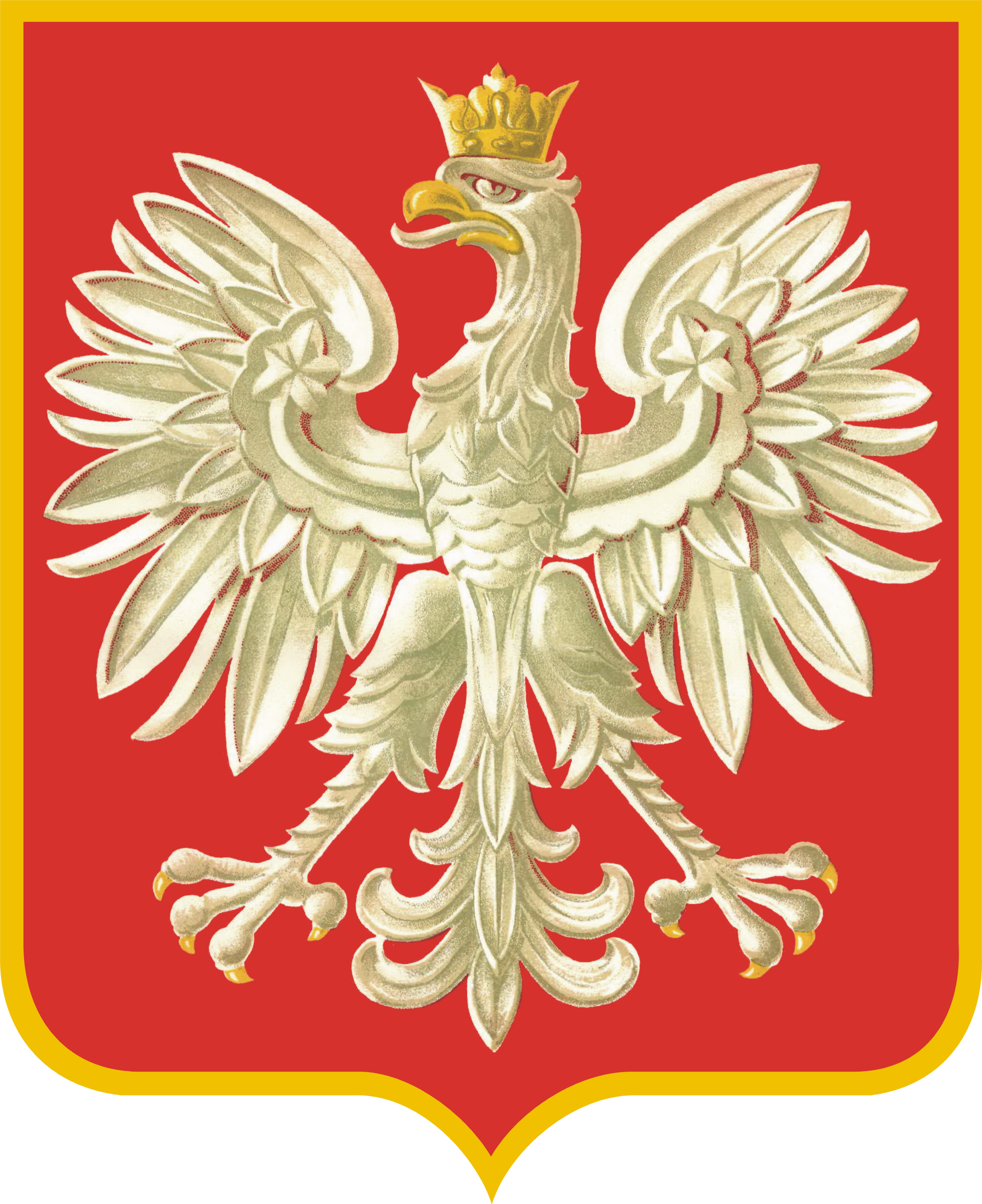
1927年~1939年の国章
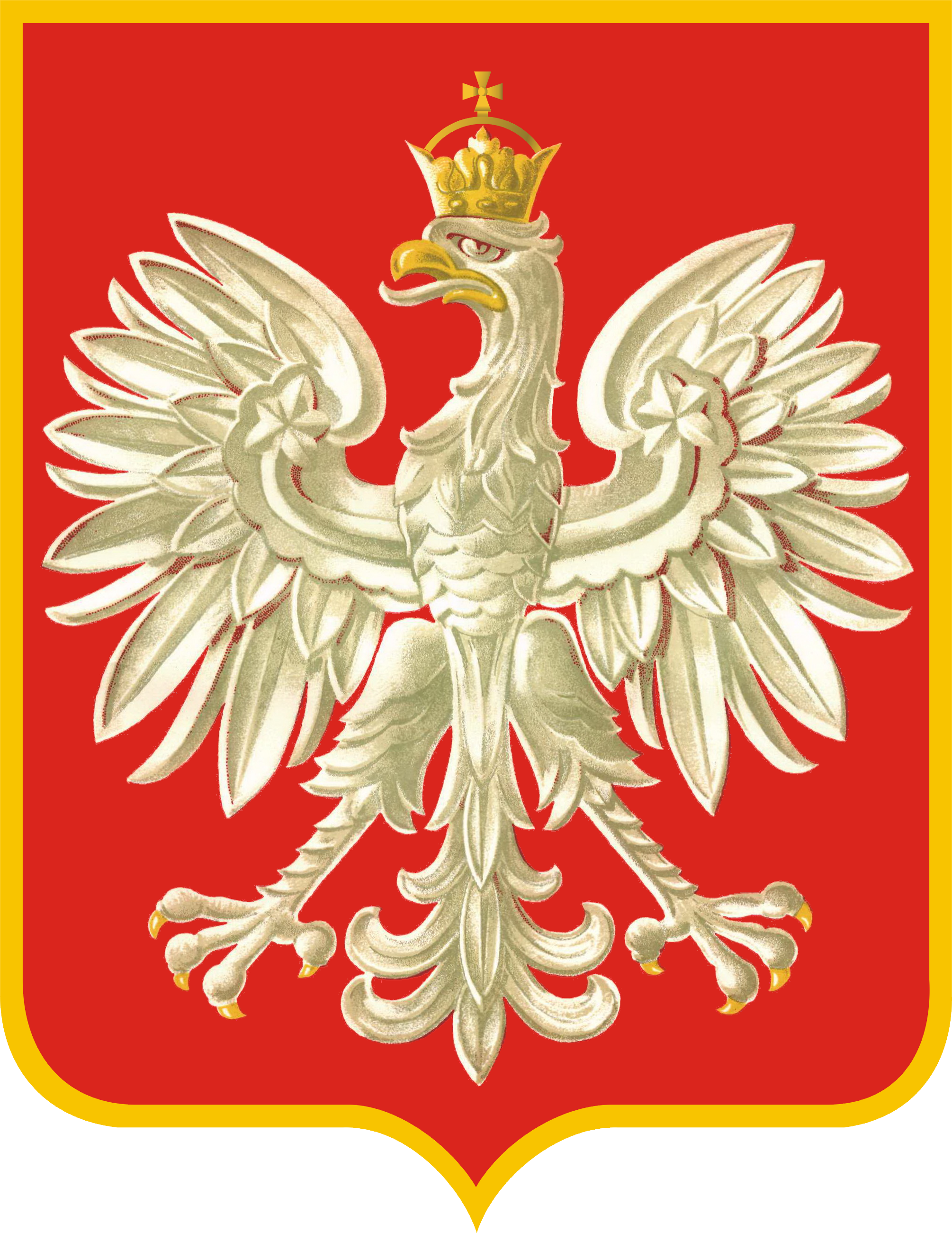
流亡政府の国章

ポーランド人民共和国時代の国章

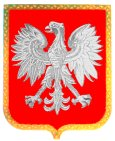
共産主義時代の国章、鷲の頭の王冠が除去されている
共産主義時代の国章、鷲の頭の王冠が除去されている

ポーランド陸軍の紋章